# Грачёв, Дмитрий Олегович
Дмитрий Олегович Грачев (5 декабря 1983, Львов) — украинский лучник, бронзовый призёр Олимпийских игр 2004 года . Заслуженный мастер спорта Украины .
Родился в г. Львове. Окончил львовскую школу № 45.Выпускник Львовского Государственного Университета Физической Культуры . Тренировался в спортивном клубе «Золотая стрела» при школе и спортивном обществе «Динамо» во Львове у Виктора Михайленко .
Олимпийскую медаль он завоевал на афинской Олимпиаде в командных соревнованиях в составе сборной Украины.

## Спортивные достижения
- 2004, Олимпийские игры, Афины (Греция), — 3-е место в командных соревнованиях.
- 2011, Кубок Мира , Анталия (Турция) ,3 место в личных соревнованиях[5]
- 2009, Летняя Универсиада , Белград (Сербия) 3 место в личных соревнованиях
- 5 место в командных соревнованиях на Чемпионате Европы-2011[5]
- многократный чемпион Украины[5]

Женат с 2005 года на Алине Мейлах ,1984 года рождения .